# Uptight (Everything's Alright)
Uptight (Everything's Alright) è una canzone del 1965 registrata da "Little" Stevie Wonder per l'etichetta Tamla e scritta da Stevie Wonder
Ivy Hunter, Sylvia Moy, Henry Cosby. Fu estratta come primo singolo dall'album Up-Tight
Rappresentò il secondo singolo di Stevie Wonder ad ottenere la prima posizione nella Billboard R&B Chart (oltre che la terza nella Pop Chart), ed il primo ad entrare in una classifica al di fuori degli Stati Uniti. Uptight (Everything's Alright) infatti alla quattordicesima posizione della classifica dei singoli inglese nel febbraio 1966.

## Tracce
7" Single
1. Uptight (Everything's Alright)
2. Purple Raindrops

## Classifiche
| Classifica (1965)      | Posizione più alta |
| ---------------------- | ------------------ |
| U.S. Billboard Hot 100 | 3                  |
| U.S. R&B Chart         | 1                  |
| Regno Unito            | 14                 |